# Pascal Delannoy
Pascal Delannoy (Comines, 2 aprile 1957) è un arcivescovo cattolico francese, dal 28 febbraio 2024 arcivescovo di Strasburgo.

## Biografia
È nato a Comines il 2 aprile 1957.

### Formazione e ministero sacerdotale
Ha studiato economia alla Fédération universitaire et polytechnique di Lilla, conseguendo un master in economia e un diploma di istruzione superiore in contabilità. Ha lavorato per quattro anni in uno studio di commercialisti prima di entrare nel seminario di Lilla.
È stato ordinato diacono il 25 settembre 1988 dal vescovo Jean-Georges Deledicque e presbitero il 4 giugno 1989 dal vescovo Jean-Félix-Albert-Marie Vilnet.
Nel 1997 è stato nominato decano del distretto urbano di Roubaix e di Bailleul, mentre nel 1999 è stato nominato vicario episcopale delle Fiandre francesi e nel 2003 gli è stato affidato l'incarico di decano di Houtland.

### Ministero episcopale
Il 30 giugno 2004 papa Giovanni Paolo II lo ha nominato vescovo ausiliare di Lilla, assegnandogli la sede titolare di Usinaza. Ha ricevuto l'ordinazione episcopale il 12 settembre successivo, nella cattedrale di Lilla, dal vescovo Gérard Denis Auguste Defois, co-consacranti l'arcivescovo di Cambrai François Charles Garnier e il vescovo di Arras Jean-Paul Maurice Jaeger.
Il 10 marzo 2009 papa Benedetto XVI lo ha nominato vescovo di Saint-Denis.
Nell'ambito della Conferenza episcopale di Francia ha presieduto la commissione finanziaria e il consiglio degli affari economici, sociali e giuridici fino al 1º giugno 2013, mentre fino al 1º luglio 2019 è stato vicepresidente per due mandati. È stato ricevuto in udienza papale il 16 gennaio e il 19 dicembre 2014, il 7 aprile 2016, l'11 maggio 2017, il 6 aprile 2018 e il 12 aprile 2019.
Il 28 febbraio 2024 papa Francesco lo ha nominato arcivescovo di Strasburgo. Il 21 aprile successivo ha preso possesso dell'arcidiocesi.

## Genealogia episcopale
La genealogia episcopale è:
- Cardinale Scipione Rebiba
- Cardinale Giulio Antonio Santori
- Cardinale Girolamo Bernerio, O.P.
- Arcivescovo Galeazzo Sanvitale
- Cardinale Ludovico Ludovisi
- Cardinale Luigi Caetani
- Cardinale Ulderico Carpegna
- Cardinale Paluzzo Paluzzi Altieri degli Albertoni
- Papa Benedetto XIII
- Papa Benedetto XIV
- Papa Clemente XIII
- Cardinale Marcantonio Colonna
- Cardinale Giacinto Sigismondo Gerdil, B.
- Cardinale Giulio Maria della Somaglia
- Cardinale Carlo Odescalchi, S.I.
- Vescovo Eugène de Mazenod, O.M.I.
- Cardinale Joseph Hippolyte Guibert, O.M.I.
- Cardinale François-Marie-Benjamin Richard de la Vergne
- Vescovo Marie-Prosper-Adolphe de Bonfils
- Cardinale Louis-Ernest Dubois
- Arcivescovo Jean-Arthur Chollet
- Arcivescovo Héctor Raphaël Quilliet
- Vescovo Charles-Albert-Joseph Lecomte
- Cardinale Achille Liénart
- Vescovo Adrien-Edmond-Maurice Gand
- Cardinale Albert Decourtray
- Arcivescovo Gérard Denis Auguste Defois
- Arcivescovo Pascal Delannoy